# Wilhelm Süss
Wilhelm Süss, né le 7 mars 1895 à Francfort-sur-le-Main et mort le 21 mai 1958 à Fribourg-en-Brisgau, est un mathématicien allemand.

## Biographie
Il est le fondateur de l'Institut de recherches mathématiques d'Oberwolfach.